# 百度图片
百度图片是百度为了整合百度搜索内的图片而推出的一种运行于百度搜索引擎之上的图片搜索功能。2010年，百度图片推出百度识图功能。

## 争议

### 色情
- 2010年，中国国际在线记者在百度图片搜索中用“护士”、“女护士”、“女学生”等中性词搜索，看到了很多低俗淫秽图片，这些图片来自百度空间。[2]
- 2020年10月29日，有网友用百度搜索英文单词“chow”，在“chow-百度图片”搜索结果中，出现数张衣着暴露的女子图片。30日下午，搜索结果页面中不再出现淫秽图片。百度相关负责人没有直接答复为什么会出现这种现象。[3]
- 2016年6月，百度图片APP改名为“榴莲”，取“趣味相投，流连忘返”之意。但是不久就有媒体报道，这款APP涉嫌存在部分不雅视频，其中含有色情、暴力等内容。百度在官微回应表示对争议内容进行下线处理，同时重申百度图片对用户上传的原创视频、图片设有严格的“人工＋技术”的审核制度，坚决打击传播不良视频、图片的行为。[4]